# Dignonville
 Dignonville  es una población y comuna francesa, en la región de Lorena, departamento de Vosgos, en el distrito de Épinal y cantón de Épinal-Est.Sus habitantes son llamados Branlous y Branloutes.

## Sitios de interés
Iglesia de San Vicente y la torre campanario de planta cuadrada estilo románico del siglo XVI. La campana de bronce, data de 1749

## Demografía
| 123 | 120 | 113 | 174 | 179 | 171 |
| Para los censos de 1962 a 1999 la población legal corresponde a la población sin duplicidades (Fuente: INSEE [Consultar]) |     |     |     |     |     |